# 1-й Обуховский проезд
1-й Обуховский проезд — проезд во Фрунзенском районе Санкт-Петербурга. Начинается от пересечения Полевой улицы и 2-го Обуховского проезда и заканчивается, пересекая 3-й Обуховский проезд. Располагается за КАДом.
В реестре городских названий 1-й Обуховский проезд появился в 2016 году. В этом документе проезд определен как идущий «от кольцевой автодороги вокруг Санкт-Петербурга до ж.-д. линии».

## Транспорт
Ближайшая к 1-му Обуховскому проезду станция метро — «Обухово». Также рядом находится железнодорожная станция «Обухово».

## Пересечения
- Полевая улица переходит в 1-й Обуховский проезд, пересекая 2-й Обуховский проезд.
- 3-й Обуховский проезд.

## Здания и достопримечательности
- Дом № 6 — одноэтажное здание, вероятней всего дореволюционной постройки. Всегда относилось к железной дороге[2].
- Дом № 8 — одноэтажное здание с мезонином в «кирпичном» стиле, построенное, вероятно на рубеже XIX—XX веков для нужд железной дороги. В настоящее время не используется[2][3].
- Находящееся рядом тоже историческое здание (официальный адрес — станция Обухово, дом 8а) было, по данным 2013 года, отдано городскими властями на слом[3].
- Рядом с домом № 8а находится ДОТ рубежа «Ижора», построенный во время войны в 1943 году — объект культурного наследия регионального значения, относящегося к памятнику «Комплекс фортификационных и оборонительных сооружений Ленинграда 1920-х-1940-х» годов[4][5]  Объект культурного наследия народов РФ регионального значения. Рег. № 781510331730685 (ЕГРОКН). Объект № 7830333000 (БД Викигида).

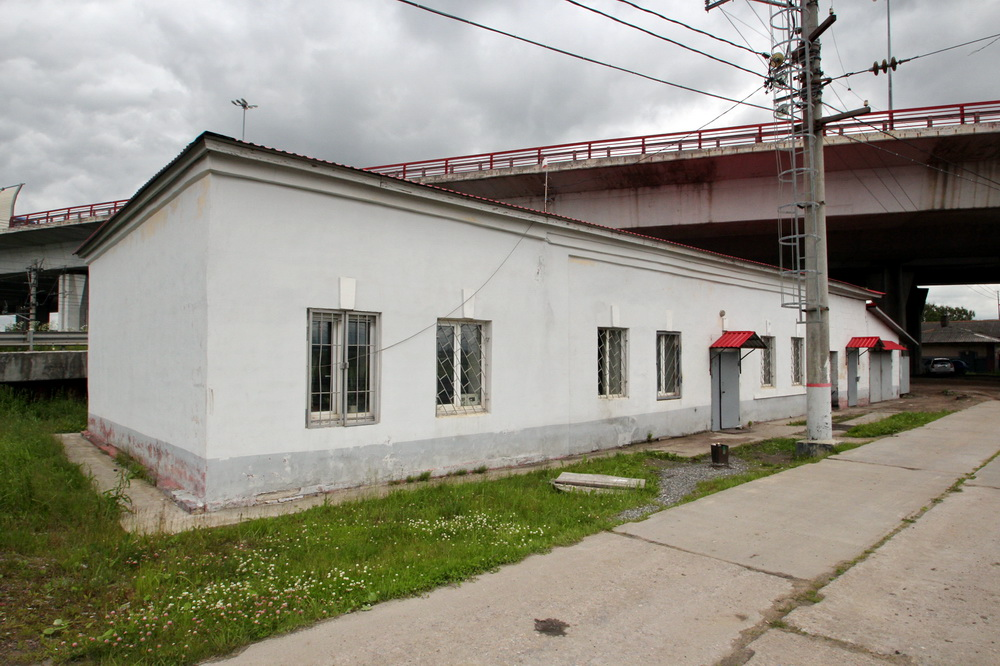
Дом № 6
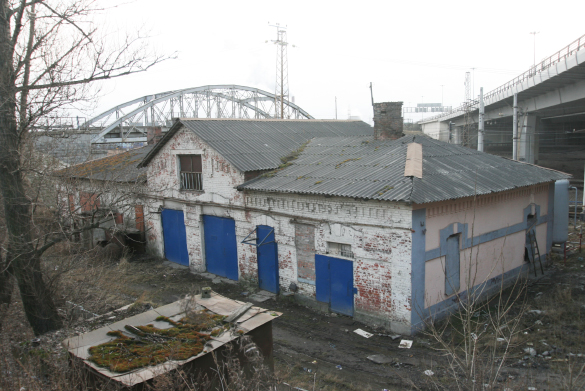
Дом № 8
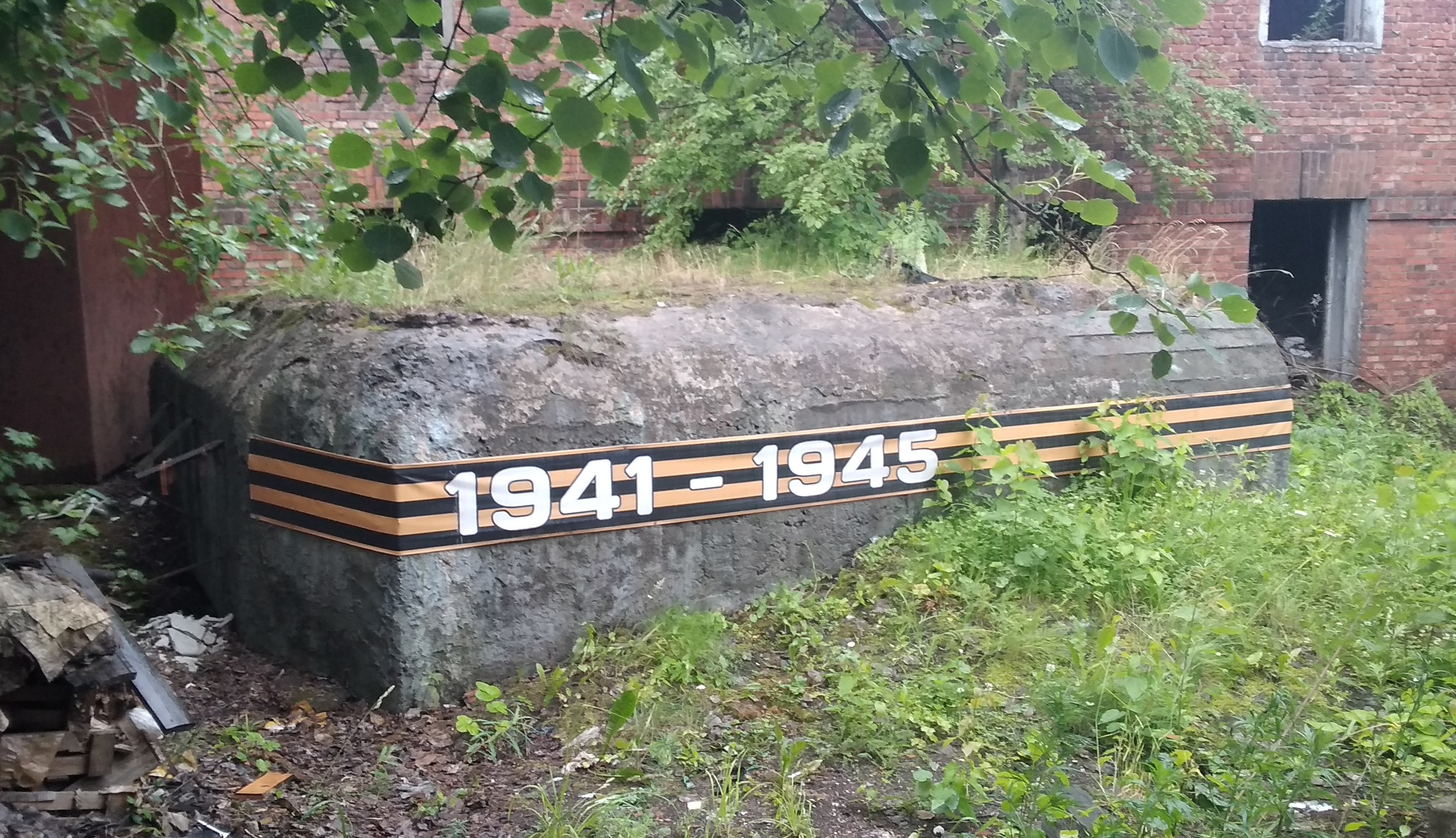
ДОТ у дома № 8а